# Вестралп
Вестралп (Vestralp, на латински: Vestralpus, fl. 357 – 359) е алемански крал на Букинобантите през 4 век.
Римският историк Амиан Марцелин пише, че цезар Юлиан Апостат през 359 г. при Майнц пресича Рейн и сключва мирни договори с алеманските крале Вестралп, Макриан, Хариобавд, Ур, Урсицин и Вадомар, след освобождаване на всички пленници.